# АГБУ Арарат
«АГБУ Арарат» — кипрский мини-футбольный клуб из Никосии. Основан в 1999 году. Играет в чемпионате Кипра по мини-футболу.
Клуб основан «Всеобщим армянским благотворительным фондом», является одним из лидеров чемпионата Кипра по мини-футболу, многократный участник еврокубков.
В июле 2016 года было объявлено о роспуске команды и её слиянии с Omonia Nicosia. Команда была возобновлена в 2018 году.

## Достижения

### Национальные соревнования
- 7-кратный чемпион Кипра по мини-футболу: 2001, 2002, 2003, 2004, 2005, 2007, 2010
- 6-кратный обладатель кубка Кипра по мини-футболу: 2000, 2003, 2005, 2008, 2009, 2010